# アスティパレア島
アスティパレア島（アスティパレアとう、ギリシア語: Αστυπάλαια、Astypalaia、発音 [astiˈpalea]、イタリア名スタンパリア島 Stampalia 、トルコ名イスタンブリャ島 İstanbulya）
は、ギリシャの島。人口1334人（2011年国勢調査）。エーゲ海南東部のドデカネス諸島を構成する12島のひとつである。東西18km、南北13km、面積97km2。周辺の島嶼群（シルナ島とオフィドゥッサ島が最大）とともにカリムノス県アスティパレア市を形成する。

## 地理

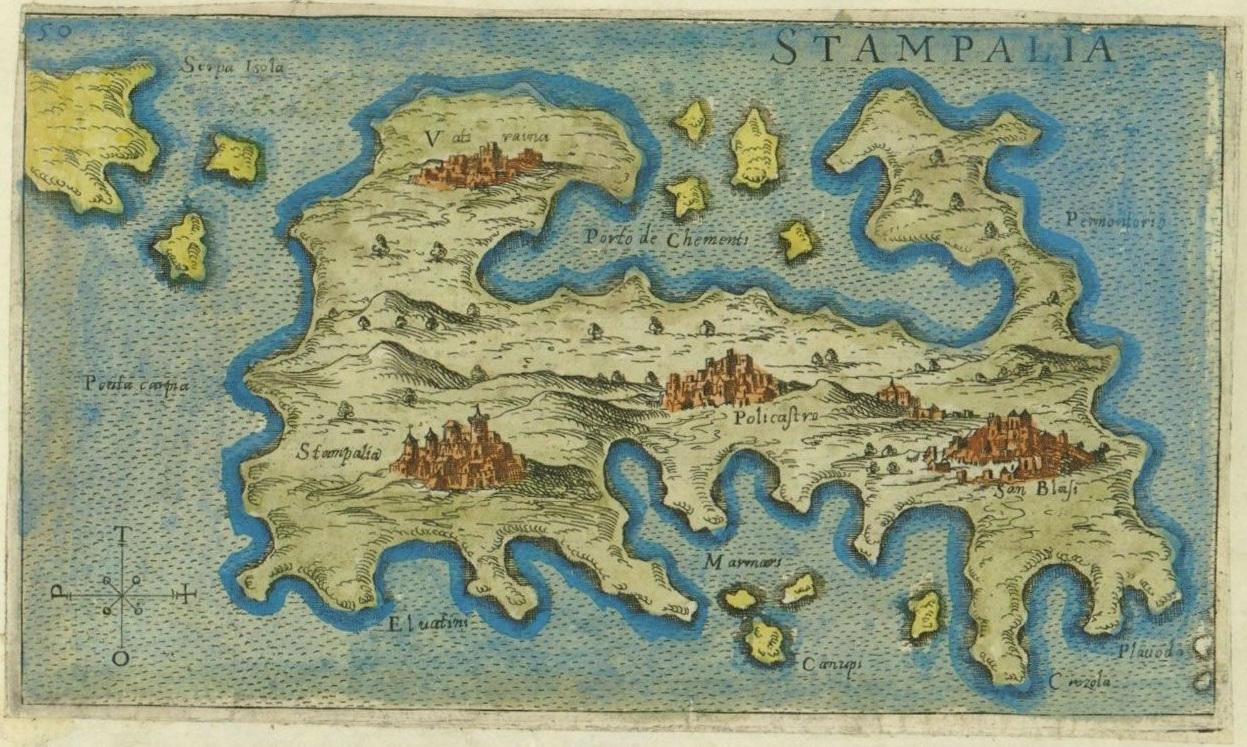
ジャコモ・フランコによる島の地図（1597年）

海岸はほとんど岩場で、所々に砂利の小さな浜がある。島の中心地のアスティパレア（地元ではホラと呼ばれる）は主要な港町でもあったが、ピレウスとドデカネス諸島の双方にアクセスがよい、中部のアイオス・アンドレアスに新港がつくられた。空路では、マルテザナの空港にアテネから定期便が就航している。
島嶼
アイア・キリアキ島、アスティパレア島、アヴゴ島、グリノ島、ザフォラス島、クヌポイ島、クツォミティ島、メソニーシ島、オフィドゥッサ島、プラキダ島、ポンティクサ島、ステファニア島、シルナ島、フォキオニシア島、ホンドロ島、ホンドロニーシ島（アスティパレア島以外すべて無人島）
集落
アスティパレアorホラ（人口1036人）、アナリプシorマルテザナ（149人）、リヴァディ（39人）、ヴァティ（14人）

## 歴史

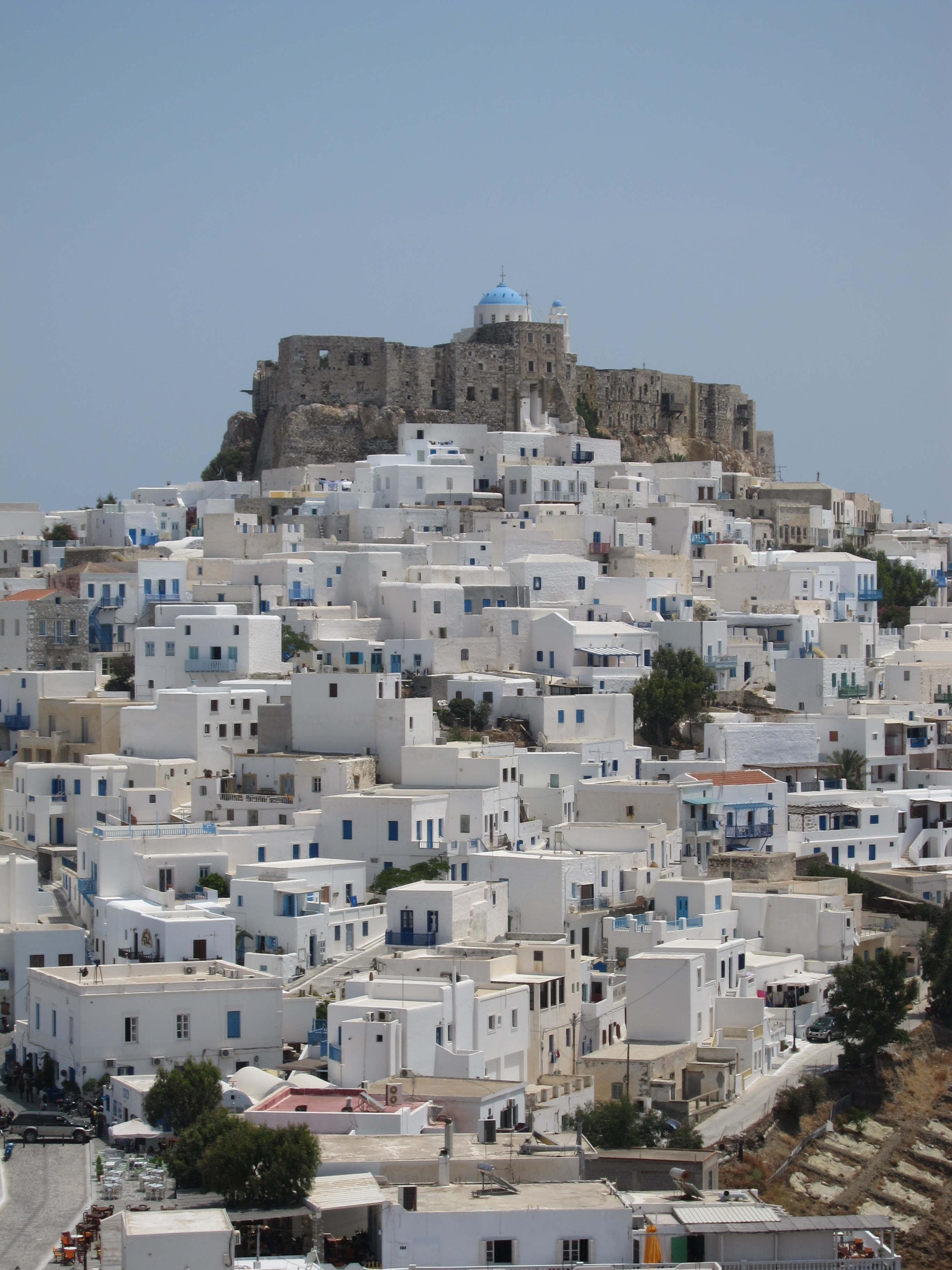
アスティパレア市街とクェリーニ家の城

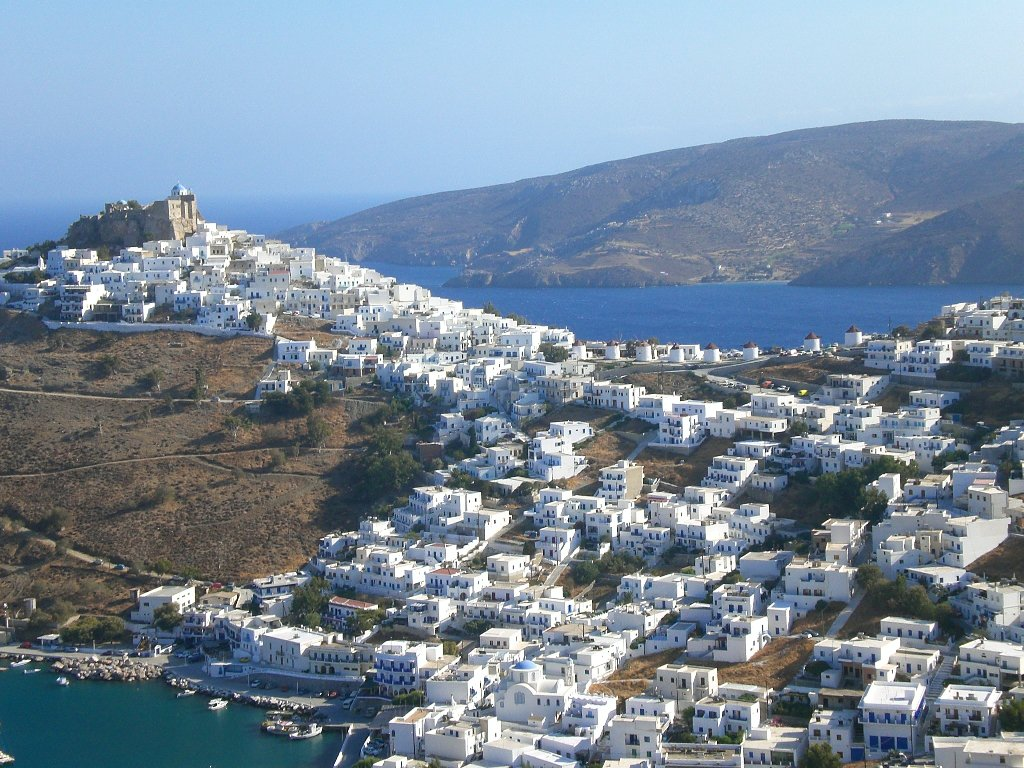
ホラ市街

ギリシア神話には、魚の尾びれをつけたヒョウに化けたポセイドーンに拉致されるアステュパライアという女性が登場する。島はメガラの植民地にされたが、その政治体制や当時の建物は多くの碑文からうかがい知ることができる。ローマの皇帝は、島を自由州とした（後述）。
中世は東ローマ帝国から、第四回十字軍後の1207年に有名なヴェネツィア貴族のクェリーニ家の所領となった。同家は島に城を築き、自らの名前を加えて島名をクェリーニ・スタンパリア島とした。オスマン帝国による支配は1522年から、ヴェネツィアに占領されたクレタ戦争中の1648年から1668年、ギリシャ独立戦争中の1821年から1828年という二度の中断期を経て、1912年まで続いた。
伊土戦争中の1912年4月12日、イタリア王立海軍が上陸し、アスティパレア島はドデカネス諸島のなかでイタリアに占領された最初の島となった。イタリア軍はここから、5月3日から4日の夜中にロドス島に侵攻した。イタリアによる統治は、ドデカネス諸島がギリシャに編入される1947年まで続いた。

### ローマとの条約
前105年にアスティパレア島とローマのあいだで結ばれた条約は、碑文として考古学者に発見された
。この条約の特色は、両者の関係が完全に対等であると正式に了解されている点である。アスティパレア側はローマの敵を援助せず、彼らが自領が通過することも認めない。ローマ側も同じくアスティパレアの敵を援助せず、彼らが自領を通過することも認めない。アスティパレア側が攻撃を受けた場合はローマが応援にかけつけ、ローマ側が攻撃を受けた場合はアスティパレアが応援にかけつける、などである。
そのほかに証拠は残っていないが、この文書の発見は両者の版図および勢力が互角だったと結論づけられる可能性がある。もちろん、当時すでに地中海全域を掌握する帝国の都だったローマに比べ、アスティパレアの政治・軍事力がたかが知れていたことを示す証拠には事欠かない。実態はともかくとして、ローマがこの形式をとったということは、当時のローマがギリシア政策においてアスティパレアから支援を受けていたことを示唆している。ギリシャのほかの都市には、このような条約は残っていないが、歴史家らはこれをローマがアスティパレアに認めたもので、まれではなく基本的な形式だとみている。

## 出身有名人
- オネシクリトゥス（前360年ころ - 前290年ころ） 歴史家